# Роскіна Тетяна Іванівна
Роскіна Тетяна Іванівна (нар. 25 лютого 1951, Балта, Одеська область — пом. 30 квітня 2017, Ашкелон, Ізраїль) — бібліотекознавець, організатор бібліотечної справи в Миколаївській області, культурно-освітній діяч, краєзнавець, директор Науково-педагогічної бібліотеки м. Миколаєва (1989–2017), відмінник освіти України (2000), засновник Миколаївської обласної бібліотечної асоціації, її очільник (2010–2017), засновник і заступник голови Миколаївської асоціації шкільних бібліотек (2009–2017), член правління Миколаївського обласного відділення Українського фонду культури (2002–2017), керівник Миколаївської філії Всеукраїнського народного університету імені Григорія Сковороди (2010–2017).

## Життєпис
Тетяна Іванівна Роскіна народилася 25 лютого 1951 року в місті Балті Одеської області. Народилася в родині освітян. Після закінчення середньої школи у Балті (1968) переїхала до м. Миколаєва. Навчалася в Миколаївському технікумі радянської торгівлі (1969–1971).

## Професійна діяльність
- 1971 — старша піонервожата в СШ № 17 м. Миколаєва
- 1971–1972 — секретар-машиністка Ленінського РК ЛКСМУ
- 1972 — старша піонервожата в середньої школи № 38
- 1972–1976 — навчання у Київському національному університеті культури і мистецтв на Миколаївському факультеті культурно-освітньої роботи за спеціальністю «Бібліотекознавство та бібліографія»
- 1976–1978 — старший методист Центральної бібліотечної системи для дітей м. Миколаєва
- 1978–1980 — заступник директора Центральної бібліотечної системи для дітей м. Миколаєва
- 1980 — завідувач відділу наукової медичної інформації Миколаївської обласної медичної бібліотеки
- 1980–1985 — завідувачка науково-методичного відділу в Миколаївській обласній бібліотеці для дітей імені В. О. Лягіна
- 1985–1989 — заступник директора в Міжспілковій централізованій бібліотечній системі м. Миколаєва
- 1989–1991 — директор Міжспілкової централізованої бібліотечної системи м. Миколаєва
- 1991–1997 — директор бібліотеки працівників народної освіти м. Миколаєва
- 1997–2000 — директор Міської освітянської бібліотеки Управління освіти виконкому Миколаївської міської ради
- 2001–2005 — член міжвідомчої ради з питань бібліотечної роботи при Миколаївській облдержадміністрації
- 2003–2014 — член Науково-методичної ради з питань удосконалення діяльності мережі освітянських бібліотек МОН України та НАПН України при ДНПБ України ім. В. О. Сухомлинського
- 2000–2017 — директор Науково-педагогічної бібліотеки м. Миколаєва
- 2011–2017 — голова громадської організації "Миколаївська обласна бібліотечна асоціація"
- 2014 — член робочої групи з питань сприяння розвитку книговидання та книгорозповсюдження при Миколаївській облдержадміністрації
- 2014 — член комітету з присвоєння обласної премії імені Миколи Аркаса.

## Поховання
30 квітня 2017 року Тетяна Іванівна померла на 67-му році життя в Ізраїльській клініці, де проходила лікування. Поховано у м. Ашкелоні на православному цвинтарі.

## Нагороди та відзнаки
- 2000 — нагрудний знак МОН України «Відмінник освіти»
- 2004 — Почесна відзнака Міністерства культури і мистецтв України "За досягнення в розвитку культури і мистецтв"
- 2011 — Почесна грамота НАПН України «За плідну організаційну і творчу роботу з впровадження інноваційних технологій, високу професійну майстерність та з нагоди 65-річчя з дня заснування бібліотеки»
- 2011 — Почесна відзнака УБА «За відданість бібліотечній справі»
- 2013 — Почесна грамота Миколаївської ОДА за особистий внесок у реалізацію регіональної програми "Освіта Миколаївщини — "Університет третього віку""
- 2013 — Грамота Миколаївської обласної організації волонтерів за підтримку діяльності Освітнього центру «Університет третього віку», сприяння наданню освітніх послуг слухачам третього віку
- 2015 — Почесний знак «За заслуги перед містом Миколаєвом»[1].

## Наукова та громадська діяльність
Т. Роскіна активно цікавилася бібліотечними інноваціями, брала участь у численних вітчизняних і міжнародних бібліотечних заходах, зокрема, в міжнародних науково-освітніх професійних програмах «Європейські стратегії розвитку культури і освіти та роль бібліотеки в їх реалізації» (Німеччина, 2005), «Професіоналізм і партнерство — 2013» (Велика Британія) та інших програмах, організованих Українською бібліотечною асоціацією, в межах яких вивчала зарубіжний досвід організації роботи освітянських бібліотек.
До кола її професійних інтересів належали питання стратегічного планування, бібліотечного маркетингу, проєктної діяльності, адвокації, інформаційних технологій у бібліотеці, медіаграмотності та медіакультури, впровадження інноваційних бібліотечних послуг соціального спрямування, координування діяльності мережі освітянських бібліотек Миколаївської області. Під керівництвом Т. Роскіної НПБ м. Миколаєва стала центром інтелектуального спілкування місцевих митців, науковців, викладачів закладів вищої освіти та всіх небайдужих до сфери культури. Під її безпосередньою опікою працювали студія «Подіум», літературно-філософський клуб «Перспективи».
Прагнучи об’єднати бібліотечну громадськість Миколаївщини, зацікавлену в поступальному розвитку бібліотечної справи, Т. Роскіна підтримала ініціативу відомого бібліотекознавця, доктора педагогічних наук, професора І. Мейжис щодо створення професійної громадської організації та заснувала першу в Україні асоціацію бібліотекарів — Миколаївську обласну бібліотечну асоціацію (МОБА, 1991).   
Особистим здобутком подвижницької діяльності Т. Роскіної було налагодження партнерських взаємин з органами управління освітою, методичними службами та директорським загалом у справі модернізації бібліотек закладів освіти. Роскіна плідно співпрацювала з Державною науково-педагогічною бібліотекою України ім. В. О. Сухомлинського, входила до складу Науково-методичної ради з питань удосконалення діяльності мережі освітянських бібліотек МОН України та НАПН України при ДНПБ України ім. В. О. Сухомлинського (2003–2014).
Входила до складу редакційних колегій періодичних видань: журналу-інновації «Шкільний бібліотечно-інформаційний центр» (2011–2014), гуманітарного альманаху «Освітянські вітрила» (2003–2006), літературно-художнього інтернет-журналу «Николаев литературный», інформаційного бюлетеня МОБА «БібліоАс» , а також ініціювала створення і була головним редактором інформаційного бюлетеня «Освітянин» (1999) та суспільно-гуманітарного альманаху НПБ м. Миколаєва «Глаголь добро» (2011), укладачем краєзнавчого збірника «Николаевский камертон».
Під керівництвом Т. Роскіної фахівці НПБ м. Миколаєва напрацювали широкий репертуар бібліографічних видань, спрямованих на підтримку освітнього процесу, зокрема: поточні бібліографічні покажчики «Шлях української педагогіки», «Інформаційно-комп’ютерні технології в освіті», «Медіакультура особистості», «Бібліотека сучасної школи», «Державно-громадське управління освітою», «Формування культури управлінської діяльності» та багато інших.
У доробку Т. Роскіної — десятки опублікованих статей, виголошених доповідей, інтерв’ю у засобах масової інформації, де вона репрезентувала інноваційну діяльність НПБ м. Миколаєва, висвітлювала свої погляди щодо модернізації діяльності шкільних бібліотек, порушувала гострі питання їхнього функціонування, ділилася власним досвідом громадської й адвокаційної діяльності на підтримку бібліотечної галузі.